# Témoin (chaîne de télévision)
Pour les articles homonymes, voir Témoin (homonymie).
Témoin (anciennement Mlle, Moi & Cie Télé, Moi & Cie, Moi et Cie) est une chaîne de télévision québécoise spécialisée de catégorie B en langue française appartenant à Groupe TVA, une division de Québecor Média. Elle diffuse une programmation centrée sur les histoires de crimes, les affaires judiciaires et de faits divers.

## Historique
Après avoir obtenu une licence auprès du CRTC en octobre 2010 pour le service TVA Mode, la chaîne a été lancée le 2 mai 2011 en définition standard et en haute définition sous le nom de Mlle, d'abord chez Vidéotron.
À partir du 1er février 2013, la chaîne devient « Moi et compagnie » (Moi & Cie) se calquant sur la cible commerciale du magazine du même nom créé en 2006.
Le 9 avril 2024, la chaîne Moi et Cie est renommée Témoin. Ainsi, la chaîne initialement destinée aux femmes se concentre davantage sur les histoires de crimes, les affaires judiciaires et de faits divers.

### Identité visuelle (logo)

Logo de Mademoiselle (Mlle) jusqu'au 1er février 2013.
Logo de Moi & Cie Télé du 1er février 2013 au 29 août 2016.
Logo de Moi & Cie du 29 août 2016 au 30 avril 2018.
Logo de Moi et Cie du 30 avril 2018 au 9 avril 2024.
Logo de Témoin à partir du 9 avril 2025

## Programmation TÉMOIN (NOUVEAUTÉS PRINTEMPS / ÉTÉ 2025)

### Productions originales
- La loi de la route
- Bureau d'enquête
- La preuve : l'opération Sharcq
- Les détenus les plus dangereux d'Australie
- Le couloir de la mort
- Tuez, vous êtes filmé!

### Nouvelles saisons
- FBI : Toute la vérité
- Signature d'un tueur
- Secrets enterrés
- La loi et l'ordre : Police judiciaire

## Programmation (Mlleet Moi &Cie)

### Séries diffusées
- Beautés désespérées (Desperate Housewives)
- Bienvenue à Cougar Town (Cougar Town)
- Le Clan Braverman (Parenthood)
- [[The Client List (série télévisée)|The Client List]]
- Friends
- Le Grand C (The Big C)
- Harry fait sa loi (Harry's Law)
- Illuminée (Enlightened)
- Maison close
- La Maison Gianni (Fashion House)
- Les Maîtresses (Mistresses)
- Nuits blanches à l'urgence (The Night Shift)
- Pratique privée (Private Practice)
- Sexe à New York (Sex and the City)
- Sœurs épouses (Sister Wives)
- 9-1-1 (depuis le 24 septembre 2018)[5]
- New Amsterdam (depuis le 22 août 2019)[6]
- Non coupable (Proven Innocent (en)) (depuis le 27 mai 2020)[7]

### Téléréalités originales
- Les Confidences d’Accès illimité
- Les Dieux de la scène
- Flip de fille
- Focus Hommes
- Je suis trans
- Mitsou et Léa[8] (documentaire)
- Obèse changer de vie[9] (docu-réalité)
- Le Parcours
- Par ici la sortie
- Le Sexe selon les sexes
- Le Trésor en moi
- Vive
- Vraies histoires de sexe

### Acquisitions
- Acheter santé (Buy-o-logic)
- Au lit avec une sexologue (In the Bedroom with Dr. Laura Berman)
- L'autre visage de la beauté (Coleen's Real Women)
- Beauté plastique (Plastic Makes Perfect)
- La Beauté sans complexe (How to Look Good Naked)
- Ce que je déteste de moi (What I Hate About Me)
- Chirurgie botchée (Botched)
- Cybermensonges
- Deux filles en rappel (rediffusions de Deux filles le matin)
- Dix fois plus sexy (Eat Yourself Sexy)
- Elles se confient à Amanda (The Conversation with Amanda de Cadenet)
- Expertes célibataires (3)
- Fashion Star : La compétition
- Gok et sa caravane de style (Gok's Fashion Fix)
- L'Impasse (?)
- Mariée cherche look beauté (?)
- La Nouvelle proprio (Property Virgins)
- Oprah présente : Leçons de vie
- Poids lourds contre poids plumes
- Prince$$e (Prince$$)
- Question de santé (What's Good For You)
- Rendez-vous dangereux
- Secrets intimes (Sexual Secrets)
- Le Summum du style (State of Style)
- Terreur chez le coiffeur (Tabatha's Salon Takeover)
- Une naissance à la minute (?)
- La Vie à 600 lbs